# Tourisme de jardins

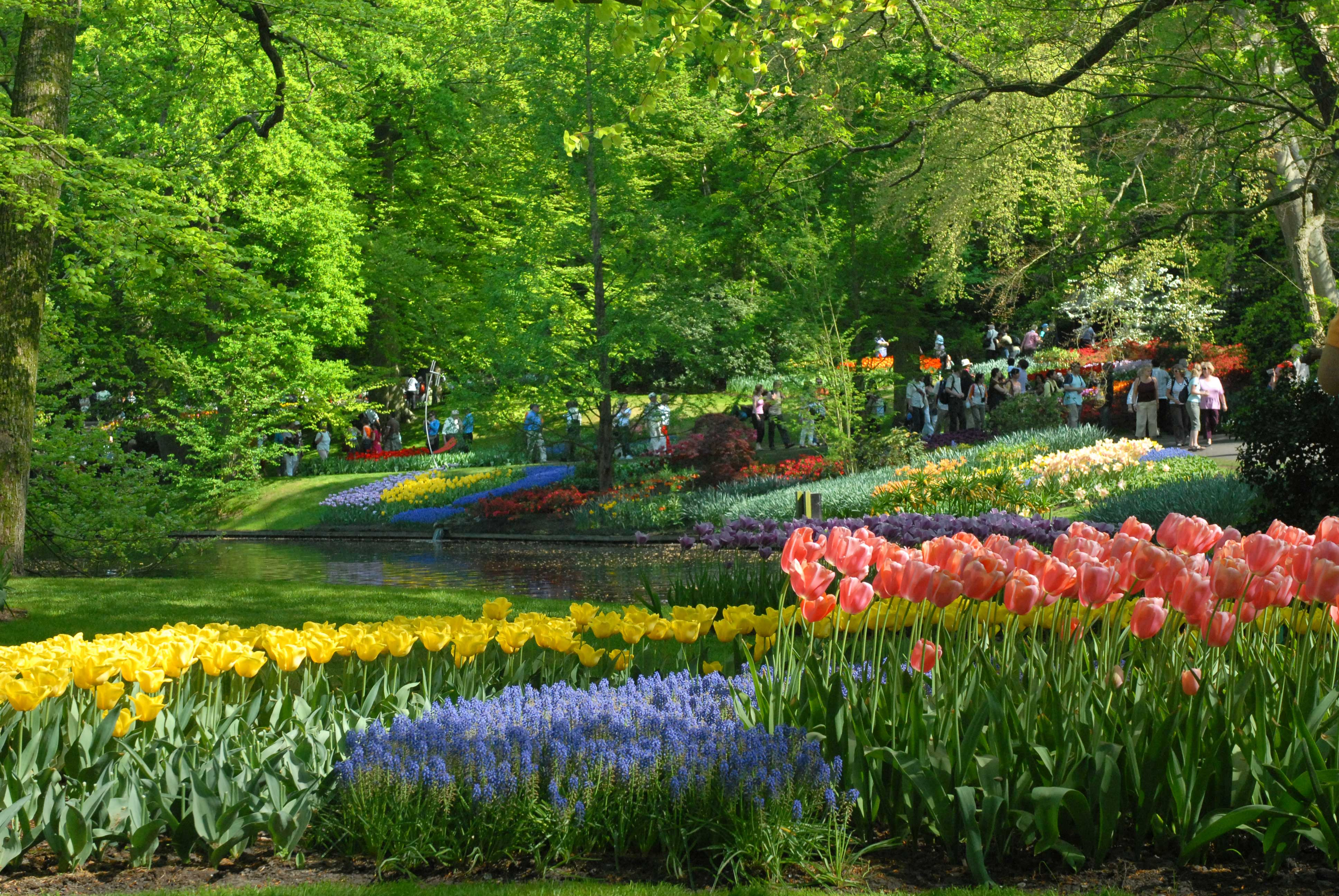
Des touristes aux Jardins de Keukenhof, aux Pays-Bas.

Le tourisme de jardins est un style de tourisme impliquant des visites ou des voyages dans un lieu significatif de l'histoire du jardinage et/ou de l'histoire et de la géographie du territoire concerné, pouvant être un jardin botanique ou un jardin public. Ce type de touristes a souvent l'habitude de voyager individuellement dans les pays avec lesquels il est familier, mais préfère souvent joindre des circuits de jardins organisés dans des pays dont il ne comprend pas la langue[réf. nécessaire].
Les jardins les plus emblématiques et les plus connus peuvent devenir des motifs de déplacement à eux seuls, même si la plupart des jardins visités le sont car situés sur des circuits touristiques ou dans des villes qui sont dans leur globalité l'objet d'attrait du touriste (pour le cas des espaces verts urbains, notamment).

## Historique
Michel de Montaigne a été un des tout  premiers touristes de jardin à enregistrer ses impressions de jardins, vers 1580. John Evelyn a aussi enregistré ses visites aux jardins en France et l'Italie, aussi bien que Fynes Moryson[réf. nécessaire].

## Principaux jardins visités

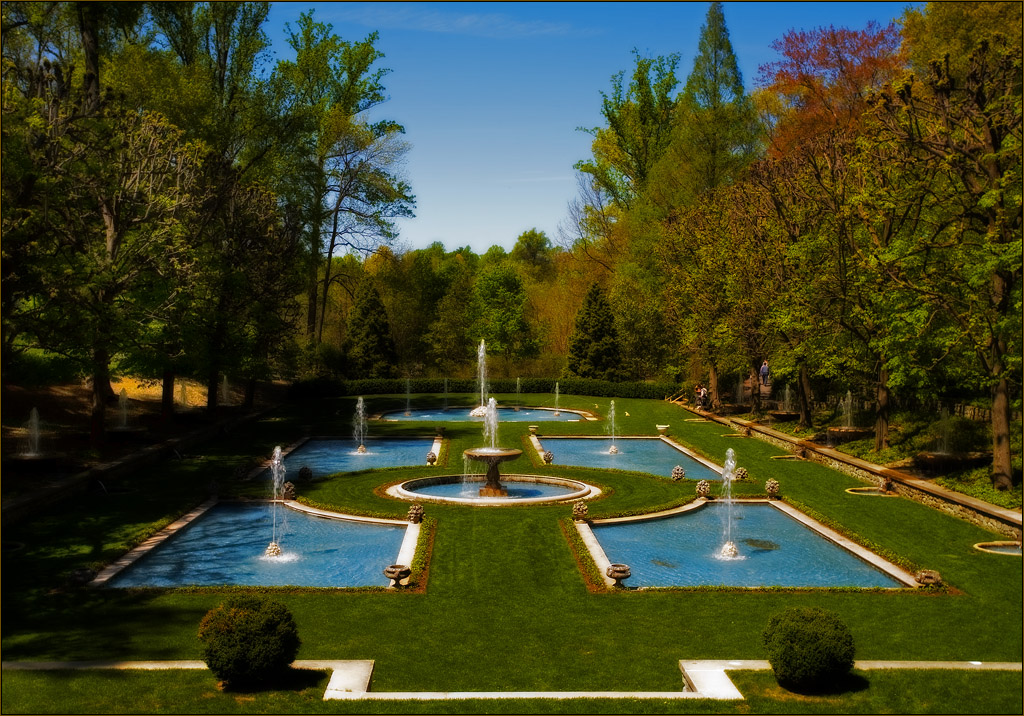
Un aspect de Longwood Gardens.

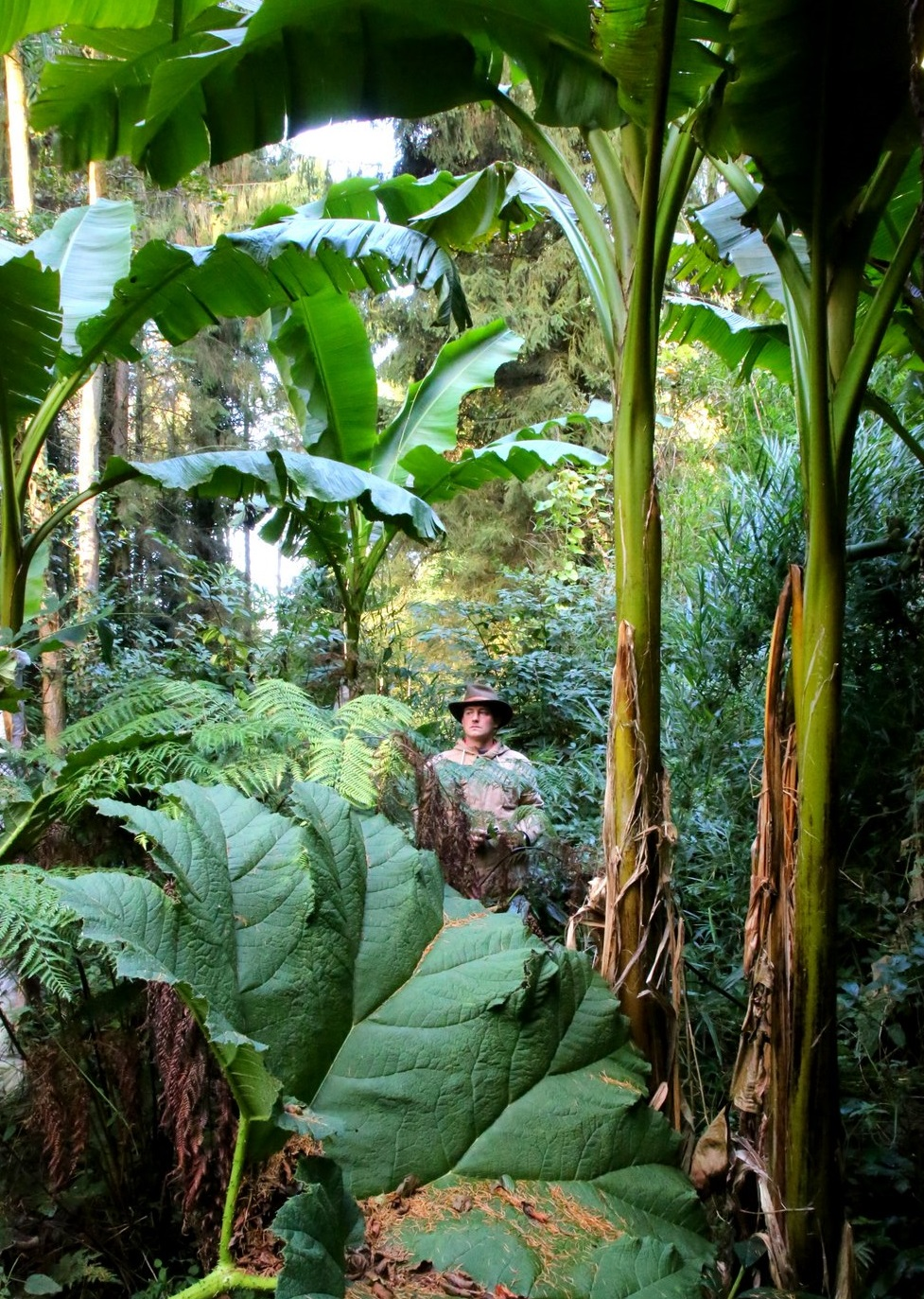
Ambiance exotique du Jardin Jungle

Les jardins célèbres qui attirent de loin des touristes de jardin comprennent notamment :
En France:
- La Bambouseraie en Cévennes
- Le Conservatoire botanique national de Brest
- les jardins de Claude-Monet a Giverny
- le jardin jungle
- les jardins de Giverny
- Les Jardins de Marqueyssac
- le Jardin exotique d'Èze
- Le Jardin exotique et botanique de Roscoff
- Le Jardin botanique du Val Rahmeh
- le Parc de Versailles
- les jardins du château de Villandry

A l'étranger:
- Les jardins de Sissinghurst Castle et Stourhead en Angleterre,
- Keukenhof en Hollande,
- La Villa d'Este et la Villa Lante en Italie,
- L'Alhambra en Espagne,
- Longwood Gardens (en) et Filoli (en) aux États-Unis,
- Le Taj Mahal en Inde,
- Ryoan-ji au Japon.

Madère et La Réunion sont également considérées comme des "îles-jardin". La Réunion possède une multitude de jardins ayant pour vocation la sauvegarde de la végétation endémique (Mascarin jardin botanique, Jardin de l'État, Jardin d'Éden, jardins du Tévelave,...), d'un mode de vie traditionnel (jardin créole annexé à l'habitat, comme la Maison Folio, le Jardin de Cendrillon) ou la domestication de la végétation tropicale pour un usage d'agrément (Parc Exotica). L'île Maurice possède également un jardin tropical remarquable : le Jardin des Pamplemousses. 
Pendant l'année 2000 l'Alhambra et le Taj Mahal accueillirent à eux deux plus de 2 millions de visiteurs[réf. nécessaire].
Au début du XXIe siècle, la Grande-Bretagne avait le plus grand nombre de jardins ouverts au public pour des visites touristiques : plus de 3 500 jardins sont inscrits dans le Gardens of England and Wales Open for Charity (the 'Yellow Book').